# فنتولامين
فنتولامين (بالإنجليزية: Phentolamine)‏ هو عقار مناهض أدريناليني من النوع ألفا ذو أثر قابل للانعكاس وغير انتقائي.